# ヴァンサン・パジョ
ヴァンサン・パジョ（Vincent Pajot、1990年8月19日 - ）はフランスのサッカー選手。ポジションはMF。FCメス所属。

## 経歴
スタッド・レンヌのユースチームで83試合に出場した後、USブローニュのローン中のクープ・ドゥ・ラ・リーグ・FCナント戦でプロデビュー。
2015年6月2日、ASサンテティエンヌと4年契約を結んで移籍した。
2022年7月6日、リーグ・ドゥに所属していたFCアヌシーへ加入した。